# Flughafen Hiroshima

i7
i11
i13
Der Flughafen Hiroshima (japanisch 広島空港 Hiroshima Kūkō, IATA-Code: HIJ, ICAO-Code: RJOA) ist ein Regionalflughafen der japanischen Stadt Mihara. Er liegt etwa 50 Kilometer östlich von der Stadt Hiroshima. Der Flughafen Hiroshima gilt nach der japanischen Gesetzgebung als Flughafen 2. Klasse.

## Zwischenfall
Am 14. April 2015 drehte sich der am Flughafen Incheon gestartete Flug 166 der Asiana Airlines, ein Airbus A320, bei der Landung in Hiroshima auf der Piste um 180° und blieb neben letzterer liegen. 22 Passagiere wurden verletzt, am Flugzeug entstand erheblicher Sachschaden.